# میمی لارسون
میمی لارسون (سوئدی: Mimmi Larsson؛ زادهٔ ۹ آوریل ۱۹۹۴) بازیکن فوتبال اهل سوئد است.

## تیم ملی
وی همچنین در تیم ملی فوتبال زنان سوئد بازی کرده‌است.